# Dolmen de Peyrelevade (Limeyrat)
Pour les articles homonymes, voir Dolmen de Peyrelevade.
Le dolmen de Peyrelevade, est situé sur la commune de Limeyrat dans le département français de la Dordogne.

## Protection
L'édifice est inscrit au titre des monuments historiques en 1980.

## Description
Le monument est signalé pour la première fois par W. de Taillefer en 1821 qui ne parvint pas à identifier le monument puisqu'il était dissimulé au trois-quarts sous une accumulation de pierres. Il faut attendre 1974 et son dégagement pour y reconnaître « une chambre longue de 4 m et large de 2 m, couverte par une seule table de 3,80 m sur 2,30 m, supportée par deux longs orthostats peu élevés ». Au nord-ouest, une table plus petite (1,80 m sur 1,50 m) recouvre deux dalles disposées en équerre à l'intérieur de la chambre. « Cette partie correspond soit à un couloir d'accès soit à une cella terminale ». Selon Dominique Pauvert, ce dolmen pourrait être une variation locale du dolmen angoumoisin, mais pour Michel Gruet il pourrait s'agir d'un dolmen angevin atypique où le portique d'entrée serait désaxé (en « P »).
Pillée antérieurement aux fouilles de 1976, la chambre n'a livré « que quelques dents et ossements humains et de petits fragments de céramique ancienne, non caractéristique ».